# Dylan Fawsitt
Pas d'image ? Cliquez ici

a Compétitions nationales et continentales officielles uniquement.

b Matchs officiels uniquement.
Dernière mise à jour le 24 avril  2021.
Dylan Fawsitt, né le 24 juillet 1990, est un joueur irlando-américain de rugby à XV jouant au Chicago Hounds depuis 2024.  

## Biographie
Dylan Fawsitt commence le rugby à 7 ans, au sein du Greystones RFC. Bien que sa famille emménage à Piercetown (en), à proximité de Wexford, plusieurs kilomètres au sud de Greystones, il continue de porter les couleurs de son club d'origine. En 2004, il a l'occasion d'étudier et de jouer au rugby pour le Blackrock College (en) de Dublin. C'est là, aux côtés de Jordi Murphy ou encore Denis Buckley qu'il y obtient son surnom, The Butcher (le boucher). 
Mais en 2009, à la fin de son cursus scolaire, il n'est pas signé pour évoluer avec l'équipe première du Blackrock College. Il retourne jouer dans son club d'origine, le Greystones RFC. En 2012, il rejoint le St. Mary's College, alors champion d'Irlande en titre. 
En 2014, sa vie prend un tournant. Alan MacGinty, principal du Blackrock College et père d'AJ MacGinty (ancien camarade de promotion de Dylan Fawsitt), l'encourage à rejoindre la Université Life (en) où évolue son fils. Il intègre alors l'équipe de coachs de l'équipe universitaire, tandis qu'il joue avec les Running Eagles de Life University en championnat américain. La période est difficile pour lui, puisqu'il enchaîne 40 heures de coaching par semaine avec le suivi d'un Master en Kinésiologie, ses matchs en club et plusieurs petits boulots à côté. Il entraîne aussi les Atlanta Harlequins, une équipe féminie de haut niveau,. 
Alors qu'AJ MacGinty devient international américain et participe à la Coupe du monde 2015, il se met comme objectif de représenter les États-Unis pour le prochain mondial. Un premier pas est réalisé en ce sens lorsqu'il signe son premier contrat professionnel avec les Aviators de l'Ohio en 2016, où il est un titulaire indiscutable.
Mais le PRO Rugby ne dure qu'une saison. Une fois son diplôme en poche, il part alors à New York, et joue pour le Old Blue RFC. A côté de ça, il continue d'entraîner. Il est assistant coach au Monroe College et entraîneur principal à la Fordham Preparatory School (en). 
En septembre 2017, il devient éligible pour les États-Unis, trois ans après son arrivée. Il est alors appelé dans le groupe américain pour couvrir une blessure lors de la tournée d'automne, mais doit attendre le début d'année 2018 pour honorer sa première sélection. La même année, la MLR est lancée. Il joue les matchs d'exhibition de Rugby United New York, qui ne rejoint la ligue qu'une saison plus tard, et est signé par les Raptors de Glendale pour la saison inaugurale.
En 2019, il intègre définitivement les rangs de New York, désormais équipe à plein temps. Sous ses nouvelles couleurs, il joue 15 rencontres en tant que titulaire, et est nommé dans l'équipe type de l'année de la ligue. Devenu entre-temps un joueur habitué de la sélection américaine, il est logiquement intégré à l'effectif pour le mondial au Japon. Il entre à trois reprises en jeu, face à l'Angleterre, la France et l'Argentine. 
En 2020, il est nommé capitaine du club de New York, puis prolonge son contrat avec le club.

## Statistiques

### En sélection à XV
| Année | Compétition                    | Matchs | Points | Essais | Transf. | Drops | Pénal. |
| ----- | ------------------------------ | ------ | ------ | ------ | ------- | ----- | ------ |
| 2018  | ARC                            | 3      | 5      | 1      | -       | -     | -      |
| 2018  | Tests                          | 4      | -      | -      | -       | -     | -      |
| 2019  | ARC                            | 1      | -      | -      | -       | -     | -      |
| 2019  | Coupe des nations du Pacifique | 3      | 5      | 1      | -       | -     | -      |
| 2019  | Test                           | 1      | 5      | 1      | -       | -     | -      |
| 2019  | Coupe du monde                 | 3      | -      | -      | -       | -     | -      |
| Total | Total                          | 15     | 15     | 3      | -       | -     | -      |

| Essai | Adversaire | Lieu                      | Compétition                    | Date             | Résultat | Score |
| ----- | ---------- | ------------------------- | ------------------------------ | ---------------- | -------- | ----- |
| 1     | Uruguay    | Stade Charrúa, Montevideo | ARC 2018                       | 3 mars 2018      | Victoire | 19-61 |
| 1     | Canada     | Infinity Park, Glendale   | Coupe des nations du Pacifique | 27 juillet 2019  | Victoire | 47-19 |
| 1     | Canada     | BC Place, Vancouver       | Test match                     | 7 septembre 2019 | Victoire | 15-20 |